# Polonje
Polonje is een plaats in de gemeente Sveti Ivan Zelina in de Kroatische provincie Zagreb. De plaats telt 382 inwoners (2001).